# ウィリアム・ノリス (アメリカ連合国の軍人)
ウィリアム・ノリス（William Norris, 1820年12月6日 - 1896年12月29日）は、アメリカ合衆国出身の軍人。南北戦争中、アメリカ連合国陸軍（南部陸軍）の将校となり、陸軍信号隊総監および信号局局長を務めた。しばしば少佐として言及されるが、戦争末期に大佐へと昇進している。

## 若年期
1820年、メリーランド州ボルチモア郡にて生を受ける。1840年、19歳でイェール・カレッジを卒業した後、ニューオーリンズに移って弁護士となる。1849年のゴールドラッシュの際にはカリフォルニアに移る。移住後、海軍太平洋戦隊（Pacific Squadron）付の法務官（Judge Advocate）に採用される。
1851年、チリのバルパライソへの航海に参加。同年3月13日、元領事の娘、エレン・ライルス・ホブソン（Ellen Lyles Hobson）とボルチモアにて結婚。結婚式を終えた後、ノリスはボルチモア北西のライスターズタウンにあった一族所有の邸宅、ブルックランド（Brookland）に移った。1852年、息子のリチャード（Richard）が生まれる。1858年、プラット通り近くのサウス・ハワードにあり、当時非常に先進的な企業と見做されていた、ボルチモア機械製パン社（Baltimore Mechanical Bakery）の社長に就任。

## 内戦
1860年から1861年にかけての冬、ボルチモアでは親アメリカ連合国（南部連合）的な市民感情が醸成されつつあった。1861年4月18日および19日には、いわゆるプラット通りの暴動が起こった。ノリスは公然と連合国を支持しており、南北戦争が勃発すると、家族と共にバージニアへと向かった。ここで彼はジョン・マグルーダー将軍付幕僚の民間顧問に志願した。
マグルーダーはノリスに対し、ジェームズ・F・ミリガン大尉（James F. Milligan）のもとノーフォークにて信号通信に関する教育を受けるよう指示し、ミリガンはノリスに信号通信に関する自らの著書を渡した。1861年7月18日、マグルーダーはノリスに対し、バージニア半島とジェームズ川の向こう側までを結ぶ、信号通信システムを設立する権限を与える。ノリスは信号旗および着色したボールを掲揚する方式を用い、この通信網を作り上げていった。この功績のため、ノリスには陸軍大尉の階級が与えられた。
ノリスは信号隊（Signal Corps）の下部組織だった秘密活動局（Secret Service Bureau）の指揮官でもあった。秘密活動局は連絡網の監督を担当し、この連絡網を用いて北軍支配地域への工作員の浸透、リッチモンドの政府要人とカナダや欧州の連絡といった活動が行われた。
1865年4月26日、大佐に昇進すると共に、ロバート・オールド大佐の後任として、捕虜交換担当委員（Commissioner of Exchange）に任命される。その後1週間も経たないうちにノリスは北軍の捕虜となった。ノリスはリッチモンドにて勾留されたが、最終的に起訴は受けなかった。1865年6月30日、ノリスはアメリカ合衆国への忠誠を宣言した。

## 戦後
戦後は家族と共にライスターズタウン近くのブルックライン（Brookline）で過ごした。彼はチリ軍の顧問となり信号隊の設立に携わることも検討していた。1866年、リンカーン大統領暗殺事件の共犯者ジョン・サラットの弁護士に宛てて、サラットをいずれの容疑からも解放し、また自らが代わって証言を行う旨を提案した。1874年、かつて自身が目の当たりにしたUSSモニターとCSSバージニアの海戦について、Southern Magazine誌に記事を寄せた。

## 死去
1896年12月29日、脳卒中のため死去した。遺体はライスターズタウンのオールセインツ墓地（All Saints’ Cemetery）に埋葬された。